# بات نورمان
بات نورمان (بالإنجليزية: Pat Norman)‏ هي ناشطة حقوق إل جي بي تي أمريكية، ولدت في 21 يناير 1939 في بروكلين في الولايات المتحدة.